# Dionýsis Chiótis
Dioýsios Chiótis (en grec moderne : Διονύσιος Χιώτης), surnommé Dionýsis Chiótis (Διονύσης Χιώτης), est un footballeur international grec, né le 4 juin 1977.

## Biographie
Il joue pour le club de football de l'AEK Athènes pendant plus de 10 ans. Il rejoint le club en 1994 quand il a 18 ans. 
Il est un des joueurs clés de l'équipe première, avant d'être poussé vers la sortie par le gardien italien Stefano Sorrentino. Le 22 mai 2007, Chiotis est libéré par l'AEK Athènes et il rejoint l'AO Kerkyra, où il signe un contrat d'1 an. 
En juin 2008, il rejoint l'APOEL Nicosie et avec ses performances de haut niveau, il contribue à la conquête du championnat de Chypre 2008-2009 et à la qualification du club pour la phase de groupe de l'UEFA Champions League, ce qui constitue une première. Lors de cette saison, son club possède le plus petit nombre de buts encaissés et Chiótis est élu meilleur joueur de l'APOEL.
Lors de la phase 2009-2010 de la Ligue des champions il aide l'APOEL Nicosie à prendre un point contre Atlético Madrid en Espagne. Lors la même semaine, il est élu meilleur gardien de but de la semaine de la Ligue des champions.

## Palmarès
AEK Athènes
- Vainqueur de la Coupe de Grèce en 2002.

 APOEL Nicosie
- Champion de Chypre en 2009, 2011, 2013, 2014 et 2015.
- Vainqueur de la Coupe de Chypre en 2014 et 2015.
- Vainqueur de la Supercoupe de Chypre en 2011.